# Воинственный хохлатый орёл
Воинственный хохлатый орёл (лат. Aquila africana) — вид хищных птиц семейства ястребиных (Accipitridae). Подвидов не выделяют. Распространены в Африке.

## Описание
Воинственный хохлатый орёл — небольшой орёл с короткими закруглёнными крыльями и длинным закруглённым хвостом, является самым маленьким представителем рода Aquila. При общей длине от 50 до 56 см и размахе крыльев 103—113 см, масса тела варьирует от 0,9 до 1,2 кг. Самки намного крупнее самцов.
Верхняя часть тела тёмно-коричневого цвета с белыми пятнами. Нижняя часть тела белая, боковые стороны нижней части груди с чёрными пятнами. Хвост коричневого цвета с тремя чёрными полосами, нижней широкой чёрной полосой и белым кончиком. Цевка белая с чёрными прожилками. Радужная оболочка желтовато-коричневая, восковица и лапы бледно-жёлтые, клюв чёрный.
Окраска оперения у ювенильных особей отличается от оперения взрослых особей. Верхняя часть тела коричневого или серовато-коричневого цвета. Голова тёмно-коричневая или рыжеватая с тёмной уздечкой и чёрными прожилками на макушке. Хвост тёмно-серый с белым кончиком и узкой нижней полосой. Нижняя часть тела белая с охристым оттенком. Горло с тёмными прожилками. Грудь рыжеватая с чёрными пятнами. На боках тела и брюхе тёмные пятна разбросаны более густо. Лапы белые. Крылья коричневатые, второстепенные маховые перья с белыми кончиками. По мере развития, неполовозрелые особи постепенно приобретают окраску взрослых, становясь темнее сверху и более однородно белыми снизу.

## Биология
Воинственный хохлатый орёл охотится с воздуха, парит над пологом леса и атакует добычу, пикируя в крону деревьев. В состав рациона входят птицы и древесные белки, вероятно и другие позвоночные.
Сезон размножения приходится на октябрь—декабрь в Гане и Габоне и на декабрь в Уганде. Гнездо сооружается из палок в кроне деревьев на высоте более 25 м от земли. В кладке 1—2 яйца. Точная продолжительность инкубационного периода неизвестна, но, вероятно, составляет от 40 до 45 дней. Птенцы полностью оперяются через 70—100 дней.

## Мимикрия
Воинственный хохлатый орёл и конголезский змееяд (Dryotriorchis spectabilis) представляют пример мимикрии у видов, которые не являются близкородственными и различаются стратегией добывания пищи и рационом. Первые охотятся на лесных птиц и древесных белок, а вторые преимущественно на рептилий, таких как змеи. Поразительное сходство в окраске оперения, пропорциях и размерах тела позволяет конголезскому змееяду получать преимущество в добывании пищи и снижении хищничества или преследования со стороны других хищных птиц.

## Распространение и места обитания
Воинственный хохлатый орёл распространён в западной, центральной и восточной Африке от Сьерра-Леоне на восток до запада Уганды и на юг до Конго и севера Анголы. Обитает преимущественно в первичных тропических лесах, избегает нарушенные леса и полностью отсутствует во вторичных лесах.